# Night Train (Band)
Night Train ist eine Jazzcombo aus Berlin. Sie nennen sich selbst die „kleinste Big Band Berlins“ und bestehen aus Rurik van Heys (Piano), Bernd Ratmeyer (Schlagzeug), Lars Gühlcke (Kontrabass) und Volker Fry (Vibraphon).

## Geschichte
Das Quartett, das Anfangs noch ein Trio um den Pianisten Rurik van Heys war, wurde 1999 gegründet. Schon bald machte es sich einen Namen hauptsächlich in der Berliner Jazzszene. Dies spiegelte sich durch den Gewinn des Jazz & Blues Awards Berlin 2001 (Publikumspreis), auch „Ella“ genannt, wider. Das Trio erweiterte sich Anfang 2008 zum Quartett, nachdem es sich ein Jahr Spielpause gegönnt hatte.
Die vier Bandmitglieder sind auch noch in weiteren Bands zu sehen und zu hören. Nebenbei haben sie auch regelmäßig Gastauftritte.

## Stil
Der Schwerpunkt ihrer Musik ist der Jazz. Ihre Titel beziehen sie vornehmlich aus dem Repertoire bedeutender Big Bands der Jazzgeschichte wie z. B. dem Count Basie Orchestra, Duke Ellington Orchestra, Woody Herman and His Orchestra, Thad Jones/Mel Lewis Orchestra. Night Train bringt in vorhandene Materialien viele Freiheiten ein, ohne den Grundcharakter der Stücke zu zerstören.

## Mitglieder

### Rurik van Heys
Rurik van Heys (* 1964 in Berlin) ist der Pianist von Night Train. In den 80er Jahren hat er sich solistisch sowie als Bandmitglied einen Namen gemacht. Er spielte unter anderem mit dem Red Roseland Orchestra und dem Bottomland Orchestra zusammen. Es fanden Touren durch Deutschland, Kanada, den USA, der Schweiz und den Niederlanden statt. Anfang der 90er Jahre wandte er sich dem klassischen modernen Jazzpianospiel zu und war ein sehr gefragter Pianist der Berliner-Szene. Durch die von Horace Silver inspirierte Stilistik erlangte er besondere Aufmerksamkeit.
Neben Night Train spielt er noch in zahlreichen weiteren Bands mit, so in Silvermine (die Stücke von Horace Silver spielen), Soul Station, Rurik van Heys Trio, Roger Raddatz und The Evolution. Mit dem Drummer Torsten Zwingenberger arbeitet er schon einige Jahre zusammen.

### Bernd Ratmeyer
Bernd Ratmeyer (* 1965 in Basel) ist der Schlagzeuger der Combo. Er hatte Unterricht u. a. bei Jerry Granelli, Ronnie Stephenson und Jeff Hamilton. Er ist seit 1986 in Berlin als Combo-, Bigband- und Orchesterschlagzeuger am Theater und für die Revue tätig. 1992 arbeitete er als freischaffender Musiker in Montreal, Kanada. Ratmeyer war bei internationalen sowie nationalen Jazzfestivals dabei. Außerdem arbeitet er mit dem Schriftsteller Stefan Krawczyk zusammen.

### Hendrik Nehls
Hendrik Nehls (* 1982 in Strausberg), der Bassist von Night Train, ist klassisch ausgebildet, aber geprägt vom Swing und Groove eines Ray Brown, inspiriert von Zeitgenossen wie Christian McBride und unterrichtet u. a. von Ron Carter.

## Volker Fry
Volker Fry (* 1961), eigentlich Volker Frischling, ist der Vibraphonist von Night Train. Das Multitalent interessierte sich schon früh für den Jazz und beschloss dann im Alter von 13 Jahren, Musiker zu werden. 1983 ging er nach Berlin, wo er an der Hochschule der Künste klassisches Schlagzeug studierte. In den Jahren darauf war er in verschiedenen Orchestern und Bands tätig. Seit 1995 arbeitet er freiberuflich und ist sehr aktiv in der Jazzszene. Anfang 2008 trat der Künstler in die Band ein.

### Ehemalige Mitglieder
Bernd Kuchenbecker (* 1968 in Berlin) war der Bassist der Band. Nach Schlagzeugerfahrungen in einer Schulband studierte er an der Hochschule für Musik „Hanns Eisler“ Berlin. Er arbeitet an Theatern und unterrichtet an der Musikschule Berlin-Kreuzberg. Er kann zahlreiche Auftritte mit namhaften Jazzmusikern ebenso verzeichnen wie solche in Fernsehsendungen.
Lars Gühlcke (* 1972 in Jever) war gleichfalls der Bassist von Night Train. Er lernte zunächst Gitarre, studierte dann aber in Amsterdam und Hilversum Kontrabass. Er ist seit 1996 festes Mitglied des Ed Kröger Quartetts mit der Gastsolistin Romy Camerun. Nach einem Aufenthalt in New York City und zahlreichen Konzerten im In- und Ausland, lebt er seit 2000 in Berlin und arbeitet als freischaffender Musiker. Er trat mehrmals in Fernsehen und Rundfunk auf.

## Diskografie
- express
- introduction

## Preise und Auszeichnungen
- 1. Jazz & Blues Award Berlin (2001 Publikumspreis)